# JavaCC
JavaCC (ang. Java Compiler Compiler) – generator parserów dla języka Java rozprowadzany na zasadach licencji BSD.
Podobnie jak Yacc JavaCC generuje Analizator składniowy dla gramatyki w rozszerzonej notacji Backusa-Naura. Inaczej jednak niż w przypadku programu Yacc, JavaCC generuje parsery zstępujące (ang. top-down parser). Oznacza to, iż JavaCC umożliwia operowanie jedynie na gramatykach typu LL(k).

## Historia
W roku 1996 firma Sun Microsystems udostępniła generator parserów o nazwie Jack. Grupa programistów odpowiedzialnych za ten projekt stworzyła własną firmę Metamata i zmieniła nazwę Jack na JavaCC. Firma Metamata stała się częścią firmy WebGain. Po zakończeniu działalności przez WebGain w 2001, projekt JavaCC został przeniesiony do portalu Java Source.